# Mocis inferna
Mocis inferna  là một loài bướm đêm thuộc họ Erebidae. Nó được tìm thấy ở Trung Quốc.